# Empresa extraterritorial
El terme anglès offshore company, és emprada en dos sentits:
- Una empresa extraterritorial (o companyia extraterritorial o societat extraterritorial): una empresa o (a vegades) un altre tipus de personalitat jurídica que està incorporada o registrada en un centre financer extraterritorial o paradís fiscal;[1] o
- Una empresa deslocalitzada (o companyia deslocalitzada): una companyia o grup corporatiu (o de vegades una divisió) que és dedicada a produir o a prestar serveis de forma deslocalitzada.[cal citació]